# Södra Klagshamn
Södra Klagshamn est une localité suédoise sur l’Öresund, près de Malmö.
Sa population était de 1 367 habitants en 2010.